# Josef Keiblinger
Josef Keiblinger (* 19. Jänner 1910 in Baumgarten am Tullnerfeld; † 26. April 1968 in Tulln an der Donau) war ein österreichischer Politiker (ÖVP) und Kaufmann. Er war von 1964 bis 1968 Abgeordneter zum Landtag von Niederösterreich. 

## Leben
Keiblinger besuchte zunächst die Volks- und Bürgerschule und absolvierte danach eine Lehre. 1936 machte er sich als Kaufmann selbständig, 1939 musste er zum Militärdienst einrücken. Er wurde im Zweiten Weltkrieg schwer verwundet und verlor ein Bein, konnte jedoch über einen Gefangenenaustausch 1944 aus britischer Gefangenschaft zurückkehren.

## Politik
Keiblinger wurde 1945 Gemeinderat in Tulln und stieg 1949 zum geschäftsführenden Gemeinderat auf. Zwischen 1961 und 1968 übte er das Amt des Bürgermeisters aus, wobei er der Schöpfer der Internationalen Gartenbaumesse war. Keiblinger hatte zudem mehrere Kammerfunktionen inne und wurde zum Kommerzialrat ernannt. Er vertrat die ÖVP vom 19. November 1964 bis zu seinem Tod im Landtag. 